# Tordrillo Mountains
Die Tordrillo Mountains sind ein Gebirgszug in der Region South Central von Alaska, etwa 120 km westnordwestlich von Anchorage.
Sie liegen an der Westküste des Cook Inlets und bedecken mit einer Ausdehnung von 119 km in nordsüdlicher und 130 km in ostwestlicher Richtung eine Fläche von 9992 km². Der höchste Berg der Tordrillo Mountains ist der Mount Torbert mit einer Höhe von 3479 m. Die Gebirgsgruppe wird häufig der Alaskakette zugerechnet.
Im Süden grenzen die Tordrillo Mountains an die Chigmit Mountains und Neacola Mountains, die den nördlichsten Bereich des Aleutenkette darstellen. Im Westen und im Norden befinden sich die südlichen Ausläufer der Alaskakette. Die größten Eismassen des stark vergletscherten Gebirges sind unter anderem Capps-, Triumvirate-, Hayes- und Trimble-Gletscher.
Die Tordrillo Mountains sind wie die Aleutenkette hauptsächlich vulkanischen Ursprungs. Der Mount Torbert ist jedoch kein Vulkan. Der Mount Spurr, der südlichste Gipfel des Gebirgszugs, hatte 1992 seinen bisher letzten Ausbruch. Ein weiterer Vulkan bildet der gletscherbedeckte Hayes.
Die Nordflanke der Tordrillo Mountains gehört zum Einzugsgebiet des Skwentna River, das Wasser der Südseite fließt über den Chakachamna Lake und den Chakachatna River zum Cook Inlet.

## Berge der Tordrillo Mountains
- Mount Torbert (3479 m)
- Mount Gerdine (3431 m)
- Mount Talachulitna (3383 m)
- Mount Spurr (3374 m)
- Mount Chichantna (3320 m)